# Prats-de-Carlux
Prats-de-Carlux è un comune francese di 520 abitanti situato nel dipartimento della Dordogna nella regione della Nuova Aquitania.

## Società

### Evoluzione demografica
Abitanti censiti